# Max Thieriot
Maximillion Drake Thieriot (Los Altos Hills, California, 14 de octubre de 1988) es un actor estadounidense. Ha trabajado en películas como Catch That Kid, The Pacifier, Nancy Drew, Jumper, Kit Kittredge: An American Girl y Chloe.

## Biografía
Maximillion Drake Thieriot nació en Los Altos Hills, California, hijo de Bridgit y George Cameron Thieriot. Tiene una hermana llamada Frances y un hermano llamado Aidan.
Thieriot reside actualmente en el pueblo de Occidental, California, y divide su tiempo entre su casa en el norte de California y Los Ángeles. Se graduó en 2006 de El Molino High School. Max Thieriot disfruta de la caza, el baloncesto, la lucha, el surf, el snowboarding y otros deportes en su tiempo libre; y en su lista de actores Johnny Depp es su actor favorito.
Anteriormente, la familia de Thieriot eran propietarios del San Francisco Chronicle; su tatarabuelo, Michael H. de Young, quien tenía ascendencia judío-holandesa, cofundó el periódico, y sus familiares, Charles y Richard Thieriot, fueron, respectivamente, los redactores y editores de este. Los abuelos paternos de Max Thieriot, Ferdinand y Frances Thieriot, murieron en el hundimiento del transatlántico SS Andrea Doria.

## Carrera
Thieriot firmó con el representante de talentos Don Gibble después de tomar clases de improvisación. Modeló para Gap y apareció en dos cortometrajes antes de obtener su primer papel cinematográfico en Catch That Kid (2004), junto a Kristen Stewart y Corbin Bleu. La película es un thriller cómico dirigido al público adolescente, donde Maddy (Kristen Stewart) roba un banco con el fin de obtener dinero para su padre. Luego, en 2005, participó en la película The Pacifier, interpretando el papel de uno de los hermanos que el personaje de Vin Diesel, un miembro de la unidad especial de guerra de la marina estadounidense, tiene que cuidar mientras intenta luchar contra el enemigo que amenaza al mundo.
También apareció en The Astronaut Farmer, estrenada el 23 de febrero de 2007. La película, en donde Max interpreta a Shepard Farmer, el hijo del protagonista, cuenta la historia de un ranchero de Texas que construye un cohete en su establo y, contra todo pronóstico, se lanza al espacio exterior. El elenco está protagonizado por Billy Bob Thornton, Virginia Madsen y Jasper Polish, entre otros. El film fue dirigido por Michael Polish. En el mismo año, apareció en la versión cinematográfica de Nancy Drew, que fue estrenada el 15 de junio de 2007. La película relata la vida de Nancy Drew (Emma Roberts), una chica muy apasionada por los misterios, por lo que siempre quiere descubrir todo tipo de secretos. Cuando se traslada a Los Ángeles, California, ella tiene que empezar una nueva vida y también se le presentará la posibilidad de resolver un gran misterio. Max interpretó a Ned Nickerson, el interés amoroso de Nancy Drew.
En 2008, interpretó una versión más joven de Hayden Christensen en Jumper. La película también cuenta con la presencia de Rachel Bilson. Además apareció en Kit Kittredge: An American Girl, un film situado en Cincinnati durante el apogeo de la Gran Depresión; Kit Kittredge (interpretada por Abigail Breslin) es una niña de recursos que empieza a ayudar a su madre en una pensión después de que su padre pierde su trabajo. Max hace el papel de Will Shepherd, uno de los llamados "vagos".
En el año 2009 fue coprotagonista en el thriller erótico Chloe, estrenado por Sony Pictures Classics el 26 de marzo de 2010. La película cuenta la historia de David (Liam Neeson) y Catherine Stewart (Julianne Moore), un matrimonio aparentemente sólido que vive en Toronto con su hijo adolescente, Michael (Thieriot), pero Catherine empieza a sospechar que su marido la está engañando, por lo que decide poner en práctica un plan, contratando a una joven e inteligente prostituta llamada Chloe (Amanda Seyfried) con el fin de seducir a su marido haciéndose pasar por una estudiante. Bajo la dirección de Atom Egoyan la película recaudó tres millones de dólares en Estados Unidos y se convirtió en una de las películas con mayor recaudación en el país del año 2010. (De acuerdo con Variety, "$3 millones de dólares a $10 millones" de películas especiales de taquilla en 2010).
En el año 2012, participó en el filme House at the End of the Street, junto a Jennifer Lawrence. En esta película de suspense, se cuenta la historia de Elisa (Lawrence) y su madre, quienes se mudan a una nueva casa. Elisa pronto conoce a Ryan (Thieriot), el hijo de una pareja que fue asesinada después de la muerte de su hermana. Elisa no sabe la historia detrás de Ryan, y menos aún por qué permanece en la casa de sus padres.
Luego interpretó el papel de Dylan en la serie de televisión Bates Motel, hasta el final de la misma en 2017.

## Vida personal
En junio de 2013, Thieriot se casó con Lexi Murphy, con la cual estuvo de novio ocho años.
 Juntos tienen dos hijos, Beaux y Maximus Thieriot.

## Filmografía

### Cine y televisión
| Año       | Título                          | Personaje            | Notas                    |
| --------- | ------------------------------- | -------------------- | ------------------------ |
| 2004      | Catch That Kid                  | Gus                  |                          |
| 2005      | The Pacifier                    | Seth Plummer         |                          |
| 2007      | El granjero astronauta          | Shepard Farmer       |                          |
| 2007      | Nancy Drew                      | Ned Nickerson        |                          |
| 2008      | Jumper                          | David joven          |                          |
| 2008      | Kit Kittredge: An American Girl | Will Shepherd        |                          |
| 2010      | My Soul to Take                 | Adam "Bug" Hellerman |                          |
| 2010      | Stay Cool                       | Novio de Shasta      |                          |
| 2010      | Chloe                           | Michael Stewart      |                          |
| 2011      | The Family Tree                 | Eric Burnett         |                          |
| 2011      | Foreverland                     | Will Rankin          |                          |
| 2012      | House at the End of the Street  | Ryan Jacobson        |                          |
| 2012      | Dark Horse                      | Carter Henderson     | Película para televisión |
| 2012      | Yellow                          | Joven Nowell         |                          |
| 2012      | Disconnect                      | Kyle                 |                          |
| 2013-2017 | Bates Motel                     | Dylan Massett        | Serie de televisión      |
| 2015      | Point Break                     | Jeff                 |                          |
| 2017      | Seal Team                       | Clay Spenser         | Serie de televisión      |
| 2022-2024 | Fire Country                    | Bode Leone           | Serie de television      |

## Premios y nominaciones
| Año  | Premio               | Categoría | Trabajo nominado                | Resultado |
| ---- | -------------------- | --- | ------------------------------- | --------- |
| 2006 | Premios Young Artist | Mejor Actuación en una Película - Actor Joven                                                                                                  | The Pacifier                    | Nominado  |
| 2009 | Premios Young Artist | Mejor Actuación en una Película - Elenco Joven Compartido con: Abigail Breslin, Madison Davenport, Austin Macdonald, Zach Mills y Willow Smith | Kit Kittredge: An American Girl | Ganador   |